# Estação Villa El Salvador
A Estação Villa El Salvador é uma das estações do Metrô de Lima, situada em Lima, seguida da Estação Parque Industrial. Administrada pela GyM y Ferrovías S.A., é uma das estações terminais da Linha 1.
Foi inaugurada em 11 de julho de 2011. Localiza-se no cruzamento da Avenida Separadora Industrial com a Avenida Velasco Alvarado. Atende o distrito de Villa El Salvador.